# Miconia heteromera
Miconia heteromera är en tvåhjärtbladig växtart som beskrevs av Charles Victor Naudin. Miconia heteromera ingår i släktet Miconia och familjen Melastomataceae.
Artens utbredningsområde är Peru. Inga underarter finns listade i Catalogue of Life.